# Pieter Govert van Iddekinge
Pieter Govert van Iddekinge (Den Haag, 17 augustus 1754 – Groningen, 23 mei 1821) was een Nederlands politicus.

## Familie
Van Iddekinge, lid van de familie Van Iddekinge, was een zoon van Antony Adriaan van Iddekinge (1711-1789), onder meer burgemeester van Groningen en gecommitteerde in de Raad van State, en Quirina Jacoba van Persijn (1723-1797). Hij trouwde met Engelina Berchuys (1758-1842). Uit dit huwelijk werd een dochter geboren.

## Loopbaan
Van Iddekinge studeerde Romeins en hedendaags recht aan de Groninger Hogeschool en promoveerde op stellingen. Hij was luitenant der infanterie (1773-1776) en vervolgens secretaris (1776-1781) en gezworene (1789-1794) van de stad Groningen. Van januari 1795 tot juli 1805 was hij ambtsloos. Hij werd door raadspensionaris Schimmelpenninck benoemd tot lid van de raad van financiën van het departement Groningen (1805-1807). Hij was vervolgens assessor departement Groningen (1807-1811) en lid conseil préfectoral (1811-1814) en raad generaal-commissariaat van het departement Wester-Eems (1814).
Van Iddkinge werd verkozen tot lid van de Provinciale Staten van Groningen (1814-1815) en was van 21 september 1815 tot aan zijn overlijden lid van de Tweede Kamer der Staten-Generaal.
Hij overleed in 1821, op 66-jarige leeftijd, na een ongeval met de koets waarin hij zat.
- Biografisch Portaal: 32242801
- Parlement.com: vg09llsvggd3